# لومنيو (أين)
لومنيو (بالفرنسية: Lompnieu)‏ هي بلدية فرنسية تقع في إقليم الأين في فرنسا. رمز إنسي لها هو:1221. أما الرمز البريدي لها فهو: 1260.